# آلدو جوردانی
آلدو جوردانی (ایتالیایی: Aldo Giordani؛ ۲ نوامبر ۱۹۱۴ – ۱۹ اکتبر ۱۹۹۲) یک فیلم‌بردار اهل ایتالیا بود.
از فیلم‌های او می‌توان به آ.آ.آ. ماساژدهنده حرفه‌ای، زیبا، آماده ارائه خدمات…، تاکسی شب، حیف که او بدذات است، نیروی سرنوشت، مجنون!، زنی تنها و مغول‌ها اشاره کرد.